# 伊宁边境经济合作区
伊宁边境经济合作区，是中华人民共和国新疆维吾尔自治区伊犁哈萨克自治州伊宁市下辖的一个乡镇级行政单位。

## 行政区划
伊宁边境经济合作区下辖以下地区：
黄河社区、苹果社区、江南社区、芳草湖社区、汉宾公园社区、宁远社区和佳和社区。